# Coming of Age (Camel)
Coming of Age è un album dal vivo del gruppo musicale britannico Camel, pubblicato nel 1998.

## Tracce

### CD 1
1. Lunar Sea – 8:57
2. Hymn to Her – 6:34
3. Rhayader – 2:53
4. Rhayader Goes to Town – 5:03
5. Preparation – 3:19
6. Dunkirk – 5:05
7. Drafted – 4:28
8. Docks – 3:54
9. Beached – 4:00
10. Spirit of the Water – 3:09
11. Ice – 9:40
12. Sasquatch – 4:18

### CD 2
1. Milk 'N' Honey – 3:23
2. Mother Road – 4:29
3. Needles – 2:30
4. Rose of Sharon – 5:09
5. Irish Air – 0:57
6. Irish Air (Reprise) – 2:27
7. Harbour of Tears – 3:16
8. Cóbh – 0:52
9. Send Home the Slates – 4:04
10. Under the Moon – 1:46
11. Watching the Bobbins – 7:38
12. Eyes of Ireland – 3:13
13. Running from Paradise – 5:39
14. End of the Day – 2:44
15. Coming of Age – 7:38
16. The Hour Candle – 7:20

## Formazione
- Andy Latimer – chitarra, flauto, tastiera, fischietto, voce
- Colin Bass – basso, voce, tastiera, chitarra a 12 corde
- Dave Stewart – batteria, percussioni
- Foss Patterson – tastiera, voce